# Birgit Finnilä
Birgit Finnilä (Falkenberg, 20 de enero de 1931) es una contralto sueca, famosa por sus recitales de ópera.
Estudió en la Royal Academy of Music de Londres. Su debut en la ópera se produjo en 1967, en Gotemburgo. Su repertorio operístico (cantado especialmente en recitales y no sobre la escena) incluye The Rape of Lucretia de Benjamin Britten, Orfeo y Eurídice de Gluck, Flavio de Händel, Las bodas de Fígaro de Mozart y El anillo del nibelungo de Wagner. 

## Grabaciones discográficas
- Baroque and Romantic Vocal Music BIS-CD-127 (interpreta Sea Pictures de Elgar).

- Ha grabado distintas cantatas de Johann Sebastian Bach con directores como Michel Corboz, Wolfgang Gönnenwein, Jean-François Paillard, Helmuth Rilling, Johannes Somary y Helmut Winschermann.

- Anton Bruckner: Te Deum. Anne Pashley, Birgit Finnilla, Don Garrard, Robert Tear , New Philharmonia Chorus, New Philharmonia Orchestra, Daniel Barenboim (EMI, 1970).

- Domenico Cimarosa, Requiem. Elly Ameling, Birgit Finnilä, Kurt Widmer, Richard van Vrooman, Orchestre de Chambre de Lausanne, Chœur du Festival de Montreux, Vittorio Negri.

- Gustav Mahler, Sinfonía nº 2, Resurrección. Helen Donath, Birgit Finnilä. Südfunk-Chor, Radio-Sinfonieorchester Stuttgart, John Barbirolli.

- Wolfgang Amadeus Mozart: Le nozze di Figaro. Dietrich Fischer-Dieskau, Teresa Berganza, Heather Harper, John Fryatt, Elizabeth Gale, English Chamber Orchestra, Daniel Barenboim.

- Dmitri Shostakóvich: Lady Macbeth de Mtsensk. Galina Vishnévskaya, Dimiter Petkov, Nicolai Gedda, Werner Krenn, Taru Valjakka, Leonard Mroz, Robert Tear, Aage Haugland, Martyn Hill, Ambrosian Opera Chorus, Orquesta Filarmónica de Londres, Mstislav Rostropóvich (EMI, 1979).